# Wappen der Republik Moldau
Das Wappen der Republik Moldau wurde im Jahr 1994 gesetzlich eingeführt.

## Beschreibung
Das Wappen besteht aus einem gold geränderten, horizontal in Rot und Blau geteilten Schild.
Darüber liegt der goldene Kopf eines Auerochsen, zwischen dessen Hörnern sich ein achtstrahliger goldener Stern befindet.
Zu seiner Rechten wird der Auerochsenkopf von einer goldenen Rose, zu seiner Linken von einem leicht geneigten Halbmond flankiert.
Der Schild liegt auf der Brust eines rot bewehrten Adlers natürlicher Farbe, der im Schnabel ein goldenes Hochkreuz, in der rechten Klaue einen Olivenzweig und in der linken Klaue ein goldenes Zepter hält.

Flagge der Republik Moldau

Das Wappen befindet sich auch im mittleren goldenen Streifen der moldauischen Trikolore, was diese deutlich von den Flaggen Rumäniens, Andorras und des Tschad unterscheidet.

## Symbolik
Der Adler ist das historische Wappentier Rumäniens, ist jedoch im heutigen rumänischen Wappen golden und trägt ein Schwert anstelle des Olivenzweiges.
Der Kopf des Auerochsen als Symbol Moldaus ist vereint mit Symbolen Bessarabiens.
Der dreigeteilte Schwanz weist auf die drei Regionen Gagausien, Zentralmoldau und Transnistrien hin.

## Geschichte
Das Wappen ist schon im 15. Jahrhundert belegt und war in ähnlicher Form das Symbol des alten Fürstentums Moldau, allerdings mit einer Sonne statt der Rose. Sonne und Mond sind offensichtlich Symbole von Münzen des antiken Dakien. Der achtzackige Stern wird als altes dakisches Weisheitssymbol gedeutet. Der Kopf des Auerochsen war das Wappentier des walachischen Fürstengeschlechts Basarab. Mit der Rose bildete es auch das Wappen von Bessarabien, allerdings mit anderer Farbgebung und einem fünfzackigen Stern.

Siegel von Ștefan cel Mare (1457–1504)
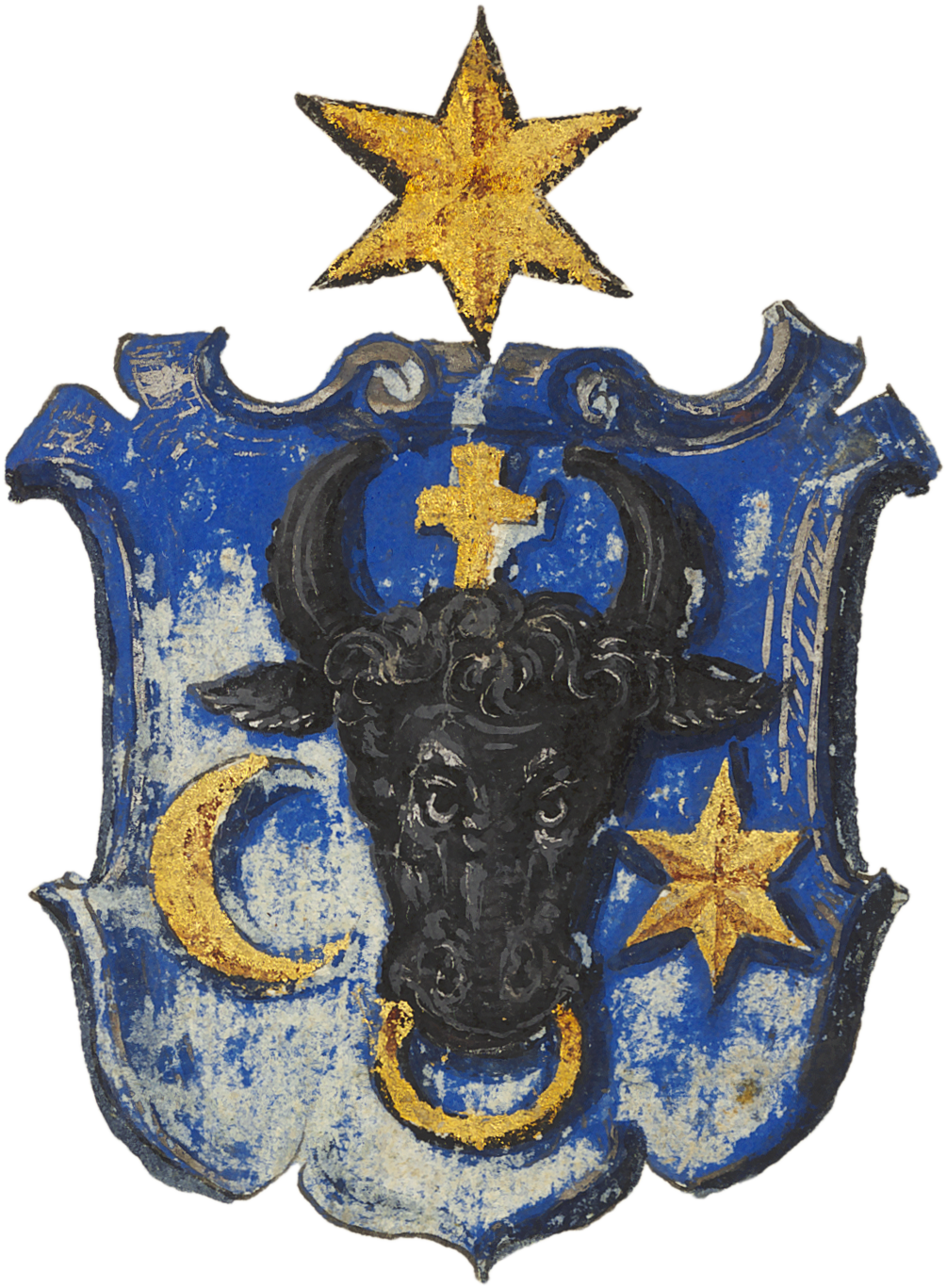
Wappen von Jacob Despoth. 1561
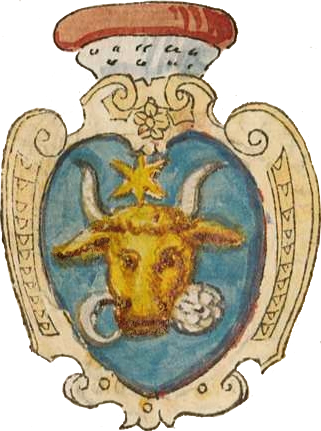
Wappen aus dem deutschen Wappenbuch. Um 1586
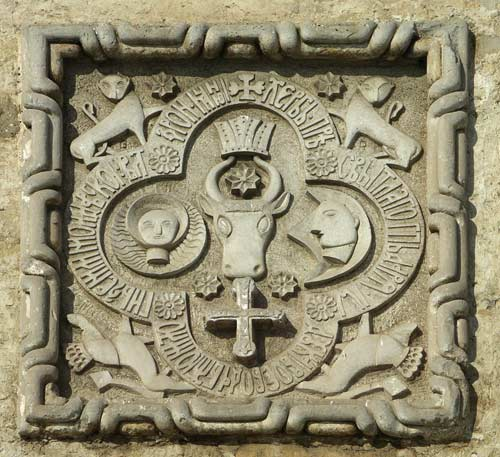
Wappen des Fürstentums Moldau an einer Mauer des Cetățuia-Klosters in Iași (17. Jh.)
Wappen des russischen Gouvernements Bessarabien (19. Jh.)
Zeichnung aus den Dokumenten von Sfatul Țării (1918)
Wappen der Moldauischen Demokratischen Republik (1918)